# Brass Buttons (film, 1919)
Pour les articles homonymes, voir Brass Buttons.
Pour le groupe de rock indépendant espagnol, voir The Brass Buttons.
Pour plus de détails, voir Fiche technique et Distribution.
Brass Buttons est un film muet américain réalisé par Henry King, sorti en 1919.

## Synopsis
Le riche Kingdon Hollister, qui s'est entiché de la bonne des Clevelands, une autre riche famille, demande à son ami, le policier Callahan, de lui prêter son uniforme pour impressionner la jeune femme. Celle-ci, qui est en réalité Bernice Cleveland, est attirée par Kingdon, fait semblant d'être la bonne. Dave McCullough, le maire de Sawtooth (Arizona), à New-York pour engager Jake "le Prêtre" pour débarrasser sa ville du desperado Cold-Deck Dallas, offre ce travail à Kingdon, après que celui-ci, toujours habillé en Callahan, a mis Jake k-o. Kingdon accepte de nettoyer Sawtooth en 24 heures si Bernice accepte de l'épouser s'il réussit. Avec l'aide du comité de vigilance, Kingdon remplit sa tâche. Les pères respectifs des fiancés sont contrariés par ce mariage jusqu'à ce que la vérité sur leur véritable identité soit révélée. Au cours du mariage, Kingdon frappe de nouveau Jake lorsque celui-ci veut prendre son arme, mais Jake explique qu'il voulait seulement la leur offrir comme cadeau de mariage.

## Fiche technique
- Titre original : Brass Buttons
- Réalisation : Henry King
- Scénario : Stephen Fox
- Société(s) de production : William Russell Productions, American Film Company
- Société de distribution : Pathé Exchange
- Pays d'origine :  États-Unis
- Langue : anglais
- Format : Noir et blanc - 35 mm - 1,37:1 - Muet
- Genre : Comédie
- Durée : 50 minutes (5 bobines)
- Dates de sortie :
  - États-Unis : 30 mai 1919

## Distribution
- William Russell : Kingdon Hollister
- Eileen Percy : Bernice Cleveland
- Helen Howard : Madeline
- Frank Brownlee : Terence Callahan
- Bull Montana : Jake « le prêtre »
- Wilbur Higby : le maire Dave McCullough
- Carl Stockdale : Cold-Deck Dallas